# TalkTalk
Pour les articles homonymes, voir Talk Talk (homonymie).
TalkTalk Telecom Group PLC (LSE : TALK) (ou plus couramment TalkTalk Group - nom commercial : TalkTalk) est une société qui offre de la télévision payante, et des services de télécommunications et l'accès à Internet aux clients et entreprises britanniques. Son siège se situe à Londres. TalkTalk est cotée à la Bourse de Londres et fait partie de l'indice FTSE 250.

## Histoire
Elle a été fondée en 2003 comme filiale de The Carphone Warehouse Group et s'est détachée en compagnie autonome en mars 2010. 
Le 24 octobre 2016, Disney United Kingdom signe un accord avec TalkTalk pour diffuser le contenu de Maker Studios sur son service de vidéo à la demande payant
En avril 2020, TalkTalk avait 4,3 millions de clients pour une ligne internet au Royaume-Uni.
En décembre 2020, les fonds d'investissements Toscafund et Penta annoncent l'acquisition de TalkTalk pour 1,1 milliard de livres.

## Activité
Au départ fournissant uniquement des lignes téléphoniques fixes à ses clients, TalkTalk offre désormais des lignes fixes et mobiles et des accès à large bande aux particuliers sous les marques TalkTalk et AOL Broadband, et de la téléphonie et des accès à large bande aux clients professionnels sous la marque TalkTalk Business. Comme d'autres fournisseurs d'accès à large bande britanniques, TalkTalk a investi dans sa propre infrastructure d'échange (ou boucle de dégroupage local), avec 72 % de sa clientèle dégroupée en décembre 2009.

## Principaux actionnaires
Au 4 avril 2020.
| Charles Dunstone                   | 29,8% |
| Toscafund Asset Management         | 28,0% |
| David Peter John Ross              | 11,2% |
| Invesco Asset Management           | 4,99% |
| Jupiter Asset Management           | 4,12% |
| Société Générale Gestion           | 3,50% |
| Capital Research & Management -WI- | 3,49% |
| Credit Suisse Asset Management     | 1,93% |
| Credit Suisse                      | 1,91% |
| Richard Ian Griffiths              | 1,87% |